# Leichtathletik-Länderkampf der Frauen 1970 BR Deutschland – USA
| 4. Leichtathletik-Länderkampf mit bundesdeutscher Beteiligung 1970 | 4. Leichtathletik-Länderkampf mit bundesdeutscher Beteiligung 1970 |
| ------------------------------------------------------------------ | ------------------------------------------------------------------ |
|                                                                    |                                                                    |
| Vergleich der Frauen: BR Deutschland – USA                         |                                                                    |
| Austragungsort                                                     | Stuttgart                                                          |
| Wettbewerbe                                                        | 13                                                                 |
| Datum                                                              | 15./16. Juli                                                       |
| 1. FRG 2. USA                                                      | 82 Punkte 53 Punkte                                                |
| Chronik                                                            |                                                                    |
| ← FRG-USA LK (M)                                                   | FRG-ROU 10kampf (M) →                                              |

Den vierten Vergleich des Länderkampfjahres 1970 bestritten die bundesdeutschen Frauen am 15./16. Juli parallel zu den Männern. In Stuttgart trugen sie ihren eigenen Länderkampf gegen die USA aus. Es war das fünfte Aufeinandertreffen der beiden Länder. Drei der vorangegangenen Begegnungen hatten die bundesdeutschen Leichtathletinnen für sich entschieden, eine die US-Amerikanerinnen.

## Wettbewerbe und Modus
Auf dem Programm standen die inzwischen üblichen dreizehn Wettbewerbe, die das damalige olympische Frauenprogramm komplett abdeckten und darüber hinaus den 1500-Meter-Lauf und die 4-mal-400-Meter-Staffel beinhalteten. Anstelle des Hürdenlaufs über 80 Meter wurde wie bei den Olympischen Spielen ab 1972 der 100-Meter-Hürdenlauf ausgetragen. Die Wertung erfolgte in allen Disziplinen nach dem Standardsystem.

## Ergebnis
Überraschend deutlich überlegen präsentierten sich die bundesdeutschen Leichtathletinnen. Nur in den Staffeln, von denen jedes Team eine für sich entschied, konnten die US-Amerikanerinnen mithalten. In allen anderen Bereichen lagen die bundesdeutschen Sportlerinnen vorn. Von den Laufwettbewerben gewannen sie vier, davon eine mit einem Doppelerfolg. Die USA verbuchten hier zwei Siege ohne Doppelerfolg. Die fünf technischen Disziplinen gingen allesamt per Doppelerfolg an die Bundesrepublik Deutschland. Damit gab es mit 88 zu 53 Punkten einen deutlichen bundesdeutschen Erfolg. Es sollte allerdings der einzige Sieg für die bundesdeutschen Frauen in diesem Jahr bleiben.

## Legende
Kurze Übersicht zur Bedeutung der Symbolik – so üblicherweise auch in sonstigen Veröffentlichungen verwendet:
| LK | Länderkampf |

## Resultate

### 100 m
| Platz | Athletin             | Land | Zeit (s) |
| ----- | -------------------- | ---- | -------- |
| 1     | Iris Davis           | USA  | 11,2     |
| 2     | Ingrid Mickler       | FRG  | 11,3     |
| 3     | Elfgard Schittenhelm | FRG  | 11,5     |
| 4     | Madeline Render      | USA  | 11,6     |

Datum: 16. Juli

### 200 m
| Platz | Athletin       | Land | Zeit (s) |
| ----- | -------------- | ---- | -------- |
| 1     | Mavis Laing    | USA  | 23,2     |
| 2     | Rita Jahn      | FRG  | 23,7     |
| 3     | Pamela Greene  | USA  | 23,7     |
| 4     | Annelie Wilden | FRG  | 23,7     |

Datum: 15. Juli

### 400 m
| Platz | Athletin       | Land | Zeit (s) |
| ----- | -------------- | ---- | -------- |
| 1     | Christel Frese | FRG  | 52,7     |
| 2     | Mavis Laing    | USA  | 52,8     |
| 3     | Kathy Hammond  | USA  | 53,1     |
| 4     | Inge Eckhoff   | FRG  | 53,6     |

Datum: 16. Juli

### 800 m
| Platz | Athletin         | Land | Zeit (min) |
| ----- | ---------------- | ---- | ---------- |
| 1     | Hildegard Janze  | FRG  | 2:04.6     |
| 2     | Cheryl Toussaint | USA  | 2:05,2     |
| 3     | Francie Johnson  | USA  | 2:05,8     |
| 4     | Rosemarie Klute  | FRG  | 2:08,0     |

Datum: 15. Juli

### 1500 m
| Platz | Athletin        | Land | Zeit (min) |
| ----- | --------------- | ---- | ---------- |
| 1     | Christa Merten  | FRG  | 4:16,8     |
| 2     | Ellen Tittel    | FRG  | 4:17,2     |
| 3     | Francie Larrieu | USA  | 4:24,9     |
| 4     | Doris Brown     | USA  | 4:33,4     |

Datum: 16. Juli

### 100 m Hürden
| Platz | Athletin        | Land | Zeit (s) |
| ----- | --------------- | ---- | -------- |
| 1     | Heide Rosendahl | FRG  | 13,1     |
| 2     | Pat Johnson     | USA  | 13,3     |
| 3     | Mamie Rallins   | USA  | 13,4     |
| 4     | Margit Bach     | FRG  | 13,8     |

Datum: 15. Juli

### 4 × 100 m Staffel
| Platz | Besetzung      | Land                                                           | Zeit (s) |
| ----- | -------------- | -------------------------------------------------------------- | -------- |
| 1     | USA            | Pat Hawkins Madeline Render Pamela Greene Iris Davis           | 44,4     |
| 2     | BR Deutschland | Annegret Irrgang Christine Tackenberg Rita Jahn Annelie Wilden | 44,4     |

Datum: 16. Juli

### 4 × 400 m Staffel
| Platz | Besetzung      | Land                                                            | Zeit (min) |
| ----- | -------------- | --------------------------------------------------------------- | ---------- |
| 1     | BR Deutschland | Anneliese Gerhards Inge Eckhoff Gisela Ahlemeyer Christel Frese | 3:35,1     |
| 2     | USA            | Jarvis Scott Gail Fitzgerald Terry Hull Kathy Hammond           | 3:37,0     |

Datum: 15. Juli

### Hochsprung
| Platz | Athletin       | Land | Höhe (m) |
| ----- | -------------- | ---- | -------- |
| 1     | Renate Gärtner | FRG  | 1,78     |
| 2     | Ulrike Jacob   | FRG  | 1,71     |
| 3     | Brenda Simpson | USA  | 1,65     |
| 4     | Sally Plihal   | USA  | 1,60     |

Datum: 15. Juli

### Weitsprung
| Platz | Athletin        | Land | Weite (m) |
| ----- | --------------- | ---- | --------- |
| 1     | Heide Rosendahl | FRG  | 6,64      |
| 2     | Ingrid Mickler  | FRG  | 6,55      |
| 3     | Willye White    | USA  | 6,15      |
| 4     | Vicky Betts     | USA  | 5,84      |

Datum: 16. Juli

### Kugelstoßen
| Platz | Athletin           | Land | Weite (m) |
| ----- | ------------------ | ---- | --------- |
| 1     | Marlene Fuchs      | FRG  | 16,56     |
| 2     | Brigitte Berendonk | FRG  | 15,86     |
| 3     | Maren Seidler      | USA  | 14,69     |
| 4     | Linette Matthews   | USA  | 14,37     |

Datum: 16. Juli

### Diskuswurf
| Platz | Athletin           | Land | Weite (m) |
| ----- | ------------------ | ---- | --------- |
| 1     | Liesel Westermann  | FRG  | 59,92     |
| 2     | Brigitte Berendonk | FRG  | 57,62     |
| 3     | Ranee Kletchka     | USA  | 48,42     |
| 4     | Linda Langford     | USA  | 40,82     |

Datum: 15. Juli

### Speerwurf
| Platz | Athletin           | Land | Weite (m) |
| ----- | ------------------ | ---- | --------- |
| 1     | Ameli Koloska      | FRG  | 54,44     |
| 2     | Anneliese Gerhards | FRG  | 54,42     |
| 3     | Sherry Calvert     | USA  | 51,06     |
| 4     | Barbara Friedrich  | USA  | 50,50     |

Datum: 16. Juli